# NGC 158
NGC 158 is een dubbelster in het sterrenbeeld Walvis.
NGC 158 werd in 1882 ontdekt door de Duitse astronoom Ernst Wilhelm Leberecht Tempel.